# Sexy Zone Spring Tour Sexy Second
『Sexy Zone Spring Tour Sexy Second』（セクシーゾーンスプリングツアーセクシーセカンド）は、Sexy Zoneの4枚目のライブビデオ。2014年8月12日にポニーキャニオンから発売。

## 概要
本作は2013年にリリースされたシングル「Real Sexy!/BAD BOYS」と「バィバィDuバィ〜See you again〜/A MY GIRL FRIEND」の楽曲が収録されている2ndオリジナルアルバム『Sexy Second』に収録されている新曲を披露していたツアー。
初回限定盤（Blu-ray Disc）、初回限定盤（DVD 2枚組）と通常盤（Blu-ray Disc）、通常盤（DVD）の4形態リリース。

## 初回限定盤特典
- Document Movie of Spring Tour Sexy Second
- スペシャルフォトブック(32P)
- 初回限定盤特製ジャケットケース
- トレーディングカード5枚セット

## 収録内容
本編収録内容は初回・通常共に同じである。
Spring Tour Sexy Second 横浜アリーナコンサート映像(5月6日収録)
1. Overture
2. We Gotta go
3. Real Sexy!
4. Lady ダイヤモンド
5. スキすぎて
6. ドキドキBreak out!!
7. Be Free
8. Silver Moon
9. A MY GIRL FRIEND - 中島健人・菊池風磨・佐藤勝利
10. 4 Seasons
11. Paraiso - マリウス葉
12. 君を離さない 君を離れない - 中島健人・菊池風磨・佐藤勝利
13. Don't Stop Sexy Boyz! - 松島聡・マリウス葉
14. Young & beautiful!
15. Sexy Summerに雪が降る
16. ジャニーズJr.紹介
17. King & Queen & Joker
18. バィバィDuバィ～See you again～
19. 待ったなんてなしっ!
20. ジャニーズJr.コーナー
21. Congratulations - 中島健人・菊池風磨・佐藤勝利
22. ぶつかっちゃうよ
23. IF YOU WANNA DANCE
24. Ghost～君は幻～
25. BAD BOYS - 中島健人・菊池風磨・佐藤勝利
26. Power of Run - 中島健人・菊池風磨・佐藤勝利
27. Justいましかない
28. そばにいるよ
29. Sexy Zone